# Роббі Фаулер
Ро́берт (Ро́ббі) Берна́рд Фа́улер (англ. Robert Bernard Fowler; нар. 9 квітня 1975, Ліверпуль, Англія) — англійський футболіст і тренер, нападник. Найбільше запам'ятався грою за «Ліверпуль». Є четвертим бомбардиром англійської Прем'єр-ліги за кількістю забитих голів. За «Ліверпуль» Фаулер забив загалом 183 голи, 128 з яких у Прем'єр-лізі (у АПЛ всього — 162). За збірну Англії зіграв 26 матчів, забивши в них 7 голів.

## Дитинство
Фаулер народився у Токстеті, внутрішній частині Ліверпуля. Спочатку носив прізвище матері — Райдер . У дитинстві вболівав за «Евертон», регулярно відвідував Гудісон Парк. У школі грав за команду «Торвальд». В одному матчі Роберт забив 16 голів, а сама гра завершилась з рахунком 26-0 .
У 1985 році 10-річний Фаулер був обраний до шкільної команди «Ліверпуль Скулбойз» (англ. Liverpool Schoolboys) і був помічений скаутом «Ліверпуля» Джимом Еспінолом. Роберт почав тренуватися з командою раз на тиждень. Після закінчення школи у 1991 році підписав контракт з молодіжним складом «Ліверпуля» .

## Клубна кар'єра

### «Ліверпуль»
Кар'єра Фаулера почалася в «Ліверпулі». Він підписав контракт з молодіжним складом команди 9 квітня 1992 року, на своє сімнадцятиріччя.
Перший раз Фаулер потрапив до складу команди 13 січня 1993 року, коли він був запасним у матчі третього раунду Кубка Англії проти «Болтона». У наступному сезоні Роббі у складі молодіжної збірної Англії виграв Чемпіонат Європи, перед цим, 22 вересня 1993 року, дебютувавши в дорослій команді у матчі Кубка футбольної ліги проти «Фулхема», в якому «червоні» перемогли з рахунком 3-1 . Через два тижні в матчі-відповіді Фаулер забив 5 голів лондонцям, ставши четвертим гравцем в історії клубу, які забивали таку кількість голів . Свій перший гол за «червоних» Фаулер забив 16 жовтня 1993 року у матчі проти «Олдхем Атлетік» на 87-й хвилині . Він забив свій перший хет-трик у лізі у ворота «Саутгемптона» у своїй всього п'ятій грі в найвищому дивізіоні Англії.
У перших 13-ти матчах Роббі забив 12 м'ячів, у результаті чого він був запрошений до молодіжної збірної Англії на матч проти Сан-Марино в листопаді 1993 року, в якому він вже на третій хвилині відкрив рахунок. Фаулер став найкращим бомбардиром команди сезону, забивши 18 голів у всіх турнірах. Цей сезон «червоні» закінчили на восьмій сходинці, що було розчаруванням для такого амбітного клубу.

#### Успіх і слава
У сезоні 1994-95 Фаулер зіграв у всіх 57 матчах команди, включаючи переможний фінал Кубка ліги та матч з «Арсеналом», у якому він забив найшвидший в історії на той час хет-трик за 4 хвилини та 33 секунди, який досі залишається рекордом.
Фаулер був обраний молодим гравцем року за версією ПФА два роки поспіль: у 1995 і 1996 . До цього такого досягав тільки Раян Ґіґґз, після — Вейн Руні .
До 1997 року Фаулер у кожному сезоні забивав більше тридцяти м'ячів. В сумі за три роки він забив 98 голів, за три з половиною — 116. Це залишлось рекордом у Європі, у Ла Лізі, Серії А та Бундеслізі таких результатів також ніхто ще не досягав аж до того моменту, поки Ліонель Мессі у сезонах 2010-11, 2011-12 та 2012-13 у сумі не забив 127 м'ячів.
Стен Коллімор, партнер Роббі з 1995 по 1997 року, у своїй автобіографії розповів, що Фаулер найкращий гравець, з яким йому коли-небудь доводилось грати. Фаулер і Коллімор були одними з найплідніших партнерів в Англії в сезоні 1996-97.
У 1996 році Фаулер отримав виклик до національної збірної, у якій дебютував 27 березня в товариському матчі проти Болгарії . Його перша гра на міжнародному рівні була проти збірної Хорватії. Фаулер виступав за збірну на Євро-1996, де зіграв два матчі . 14 грудня 1996 року в матчі проти Міддлсбро він забив чотири м'ячі, один з яких став для нього сотим за «Ліверпуль». Це означало, що він забив сто голів на один матч швидше, ніж його перший партнер по нападу Іан Раш, всього за 165 ігор.
У тому ж році Фаулер очолив рейтинг Fair Play УЄФА, завдяки тому, що він визнав, що голкіпер «Арсеналу» Девід Сімен не сфолив на ньому, за що було назначено пенальті . Після невдалої спроби переконати суддю відмінити пенальті, Фаулер невдало його пробив, але воротар м'яч не втримав і Джейсон Макатір забив з добивання . Хоча багато людей вважає, що Роббі свідомо погано пробив з причини чесної гри, сам Фаулер після матчу сказав: «Це моя робота як бомбардира і я хотів забити цей гол. Я намагався забити. Так трапилось, що це був невдалий пенальті» .

#### «Spice Boys»
Фаулер був одним з гравців, яких у пресі прозвали «The Spice Boys». Назва був придуманий газетою Daily Mail з причини чуток, за якими Фаулер начебто зустрічається з учасницею гурту «Spice Girls» Еммою Бантон. Термін стали застосовувати до молодих партнерів Фаулера Джеймі Реднапп, Стен Коллімор, Девід Джеймс і Макманаман, які часто з'являлись в центрі уваги преси, бо проводили свій час витрачаючи гроші, гуляючи постійно в клубах. Футболістів назвали «The Spice Boys», спотворюючи назву жіночого гурту «Spice Girls», який перебував у ті часи на піку слави.
У сезоні 1997-98 Фаулер отримав травму, через яку не поїхав на Чемпіонат світу 1998 . За його відсутності у складі «червоних» дебютував Майкл Оуен.
У 1999 році Фаулера було оштрафовано клубом на суму 60 тисяч фунтів стерлінгів за те, що після святкування голу у ворота «Евертона», він підбіг до лінії штрафного майданчика і зімітував нюхання кокаїну  . Пізніше футболіст заявив, що це була відповідь фанатам «ірисок», які звинувачували його у вживанні наркотиків. Фаулер отримав за це чотири матчі дискваліфікації. У тому ж слуханні його відсторонили додатково ще на два матчі за насміхання над захисником «Челсі» Гремом Ле Со. Фаулер підбіг до нього ззаду і почав непристойно рухати тазом . Комітет у підсумку дисквалікував футболіста на шість матчів та на 32 тисячі фунтів стерлінгів за два інциденти .

#### Сезон 2000-01
Сезон 2000-01 був для Фаулера найуспішнішим. Він з'явився у трьох фіналах, забивши 17 м'ячів, завоювавши всі три трофеї . За відсутності травмованого Джеймі Реднаппа Фаулер отримав капітанську пов'язку . Однак Фаулер став третім нападником, бо тодішній наставник Жерар Ульє виставив Майкла Оуена та Еміля Хескі на позиції бомбардирів.
Він взяв участь у четвертому раунді Кубка Ліги у матчі проти «Сток Сіті», зробивши хет-трик, гра ж закінчилася перемогою «Ліверпуля» 8-0. Це була друга найбільша перемога після завданої поразки «Фулхему» в 1986 році з рахунком 10-0 . Забив Роббі і у фіналі проти «Бірмінгем Сіті».
У фіналі Кубка Англії Фаулер вийшов на заміну 77-й хвилині. На той момент «червоні» програвали 1-0, але згодом Майкл Оуен відзначився дублем. Фаулер підняв трофей разом з Самі Хююяпяя та Джеймі Реднаппом.
Чотири дні по тому Фаулер також вийшов на заміну у фіналі Кубка УЄФА проти «Депортіво Алавес». Він вийшов на 64-й хвилині, замінивши Еміля Хескі. Через сім хвилин Фаулер забив м'яч, але супернику вдалося перевести гру в додатковий час. «Ліверпуль» забив на 116-й хвилині, перемігши матч. Це був третій трофей для Фаулера в цьому сезоні.

#### Перехід з «Ліверпуля»
У сезоні 2001-02 Фаулер з'явився у матчі за Суперкубок УЄФА проти мюнхенської «Баварії», який «мерсісайдці» виграли з рахунком 3-2 . Після цього він перестає постійно потрапляти до основного складу. У жовтні 2001 року він забив перший за останні три роки хет-трик. Через нечасту появу у стартовому складі вболівальники почали говорити про конфлікт Ульє та Фаулера, а від того з'явились чутки про перехід футболіста до «Лаціо», «Арсенала» або «Лідс Юнайтед» . Його останній матч був проти «Сандерленда», у якому він був замінений у перерві  .

### «Лідс Юнайтед»
Незважаючи на свою популярність серед уболівальників «Ліверпуля», які назвали Фаулера «Богом», Майкл Оуен і Еміль Хескі стали партнерами по нападу, витіснивши Роббі. У результаті футболіст перейшов до «Лідс Юнайтед» за 12 мільйонів фунтів стерлінгів , наприкінці звинувативши Ульє у його тиску на газету Liverpool Echo, щоб більше тиснути на Фаулера.
Дебютував Фаулер за свою нову команду через місяць на полі «Фулхема», на тому ж стадіоні, де він дебютував за «Ліверпуль» вісім років тому. У частині сезону Фаулер забив 12 голів, допомагаючи «Лідсу» у кваліфікації Кубка УЄФА. Фаулера було включено до складу збірної Англії на ЧС-2002, але там він вийшов лише один раз на заміну у переможному матчі проти Данії.
Перед початком сезону 2002-03 Фаулера почала турбувати колишня травма стегна, яку він лікував до грудня . Після цього, у другій частині сезону, Роббі забив 15 м'ячів у 31 матчі. Команда завершила сезон на 15-му місці, у результаті чого продовжила розвиватися фінансова криза, через яку в першій частині сезоні було продано декілька гравців.

### «Манчестер Сіті»
У сезоні 2002-03 Фаулер перейшов до «Манчестер Сіті». Спочатку він відмовлявся від трансферу, у результаті чого почалась суперечка між тренером «Манчестер Сіті» Кевіном Кіганом та головою Девідом Бернштайном. Бернштайн покинув клуб, а Фаулер нарешті підписав контракт з клубом 16 січня за три мільйони фунтів стерлінгів, а інші три залежно від його виступу . За нову команду Фаулер дебютував 1 лютого 2003 року проти «Вест Бромвіч Альбіон» . До кінця сезону Фаулер всього двічі відзначився у воротах суперника.
Фаулер продовжував боротися зі своїми проблемами зі здоров'ям, зігравши лише дев'ять повних матчів у сезоні 2003-04. У матчі проти «Ліверпуля» Фаулер відзначився забитим м'ячем; гра закінчилася нічиєю 2-2. До «Манчестер Сіті» з «Реал Мадриду» перейшов давній друг та партнер по нападу Стів Макманаман. Але дует не зміг відновити свою колишню форму з часів перебування у складі «червоних», у результаті чого отримав багато критики в свою адресу . Того ж року Фаулера звинуватили у секс-скандалі, покритому газетою «News of the World» .
Не зважаючи на спад, Фаулер у другій частині сезону 2004-05 забив свій 150-й м'яч у Прем'єр-лізі у ворота «Норвіч Сіті» 28 лютого 2005 року. У матчі проти «Мідлсбро» Роббі не забив пенальті на 90-й хвилині, що завадило «Манчестер Сіті» виступити в Кубку УЄФА наступного сезону . Попри це, Фаулер став найкращим бомбардиром команди, і увійшов до трійки призерів номінації Player of the Year за версією вболівальників . Пізніше він назва це «одним з найбільших досягнень у свої кар'єрі» .
На початку сезону 2005-06 Фаулер отримав травму, вийшовши всього двічі на заміну за чотири місяці. У першому ж матчі після травми у Кубку Англії проти «Сканторп Юнайтед» 7 січня 2006 року Роббі зробив хет-трик . На наступному тижні Фаулер забив третій м'яч у ворота «Манчестер Юнайтед». Незважаючи на все, Фаулер лише одного разу з'явився на полі перед тим як перейти до «Ліверпуля» на правах вільного агента .

### Повернення до «Ліверпуля»

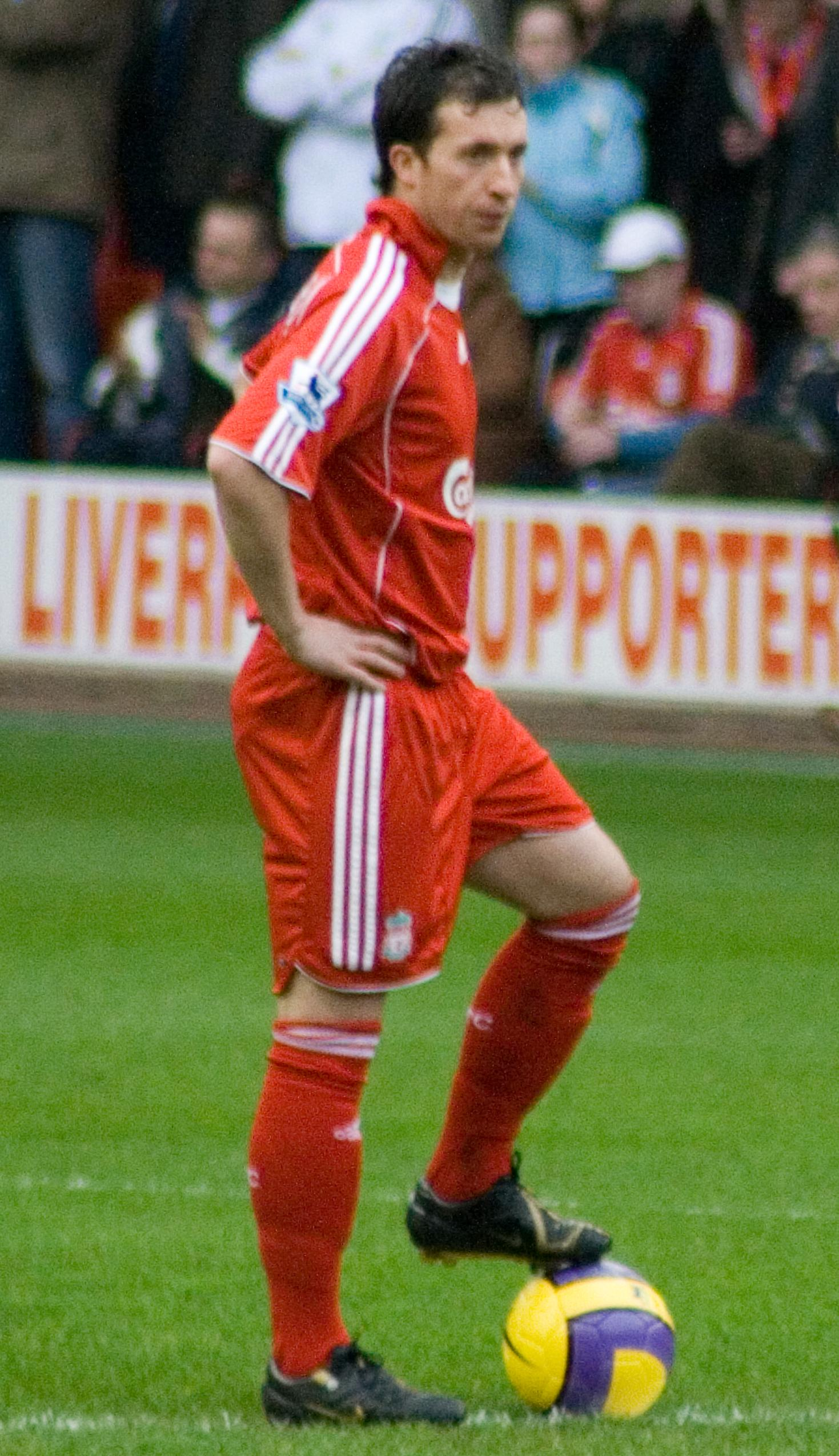
Фаулер у «Ліверпулі»

27 січня 2006 року на правах вільного агента Фаулер повернувся з «Манчестер Сіті» до «Ліверпуля», підписавши контракт до кінця сезону. Уболівальники «Ліверпуля» тепло прийняли Фаулера, згадуючи його у натовпі після переможного фіналу Кубка УЄФА 2005 року в Стамбулі. У матчі проти «Бірмінгем Сіті» вони вивісили баннер з написом «Бог — номер одинадцять, ласкаво просимо назад до раю» (англ. 'God – number eleven, welcome back to heaven'). «Бог» — прізвисько, яке дали йому фанати, коли Роббі починав кар'єру в «Ліверпулі».
Після повернення Фаулер забив три м'ячі з офсайду, перш ніж забив перший гол 15 березня 2006 року в домашньому матчі проти «Фулхема», якому він забив свій перший гол за «червоних» 13 років тому.
Наступним голом за «Ліверпуль» у ворота «Вест Бромвіч Альбіон» Фаулер обігнав Кенні Далгліша у списку найкращих бомбардирів клубу. До 16 квітня Фаулер забив 5 м'ячів, але фізична форма Роббі все ще під сумнівом. Вже в травні Фаулеру запропонували новий річний контракт.
У своєму останньому сезоні в «Ліверпулі» Фаулер рідко з'являвся. Усі свої три голи на початку сезону Фаулер забив у ворота «Шеффілд Юнайтед». 25 жовтня 2006 року Фаулера було назначено капітаном команди, вперше після його повернення.
5 грудня Фаулер забив два голи в Лізі чемпіонів у ворота «Галатасарая», що не допомогло команді, яка програла з рахунком 3-2  .
1 травня 2007 року у півфіналі Ліги чемпіонів Фаулер не забив м'яч у ворота «Челсі» після пасу Дірка Кьойта. У серії післяматчевих пенальті «Ліверпуль» переміг .
13 травня у матчі проти «Чарльтон Атлетик» Фаулер востаннє вийшов з капітанською пов'язкою «Ліверпуля». Після матчу вболівальники скандували його ім'я, дякуючи йому за роки, проведені з командою. 1 липня Фаулер став вільним агентом. За два терміни гри в «Ліверпулі» Роббі забив 183 м'ячі в 369 матчах .

### «Кардіфф Сіті»
21 липня Фаулер підписав дворічний контракт з «Кардіфф Сіті» . 28 серпня Фаулер дебютував в новій команді в Кубку ліги . 22 вересня Фаулер забив перші два м'ячі у ворота «Престо Норд-Енд» . У наступному матчі Фаулер також відзначився двічі у воротах «Вест Бромвіч Альбіон», «Кардіфф Сіті» переміг 4-2 . У наступному раунді колишній клуб Фаулера «Ліверпуль» переграв «Кардіфф Сіті» 2-1 за сумою двох матчів .
У листопаді Фаулер поїхав у Франкфурт-на-Майні до спеціаліста по спортивним травмам, лікаря Ганса-Вільгельма Мюллера-Вольфарта . Лікування стегна, що давно турбує Роббі проходить місяць і являє собою 28 ін'єкцій у стегно. 15 грудня Фаулер вийшов на заміну в матчі проти «Бристоль Сіті» .
17 січня було оголошено, що Фаулер скоріше за все пропустить залишок сезону 2007-08 через травму, після оперування якої з'ясувалось, що вона складніша, ніж думали до цього. Для лікування хірурги були змушені виконати декілька мікропереломів . Фаулер спробував повернутися у кінці сезону, щоб зіграти в фіналі Кубка Англії проти «Портсмута» і був включений на заявку до матчу . Але врешті-решт у матчі не зіграв, який «Кардіфф Сіті» програв .

### «Блекберн Роверз»
Після довгих перипетій Фаулер підписав пробний контракт з «Блекберн Роверз» на три місяці  . Дебют за нову команду відбувся 24 вересня у матчі Кубка ліги проти «Евертона» .
Його трирічний контракт з «Роверз» закінчився 12 грудня . Не отримавши нових пропозицій від клубу, Фаулер почав вести переговори з австралійським клубом «Норт Квінсленд Фурі» .

### «Норт Квінсленд Фурі»

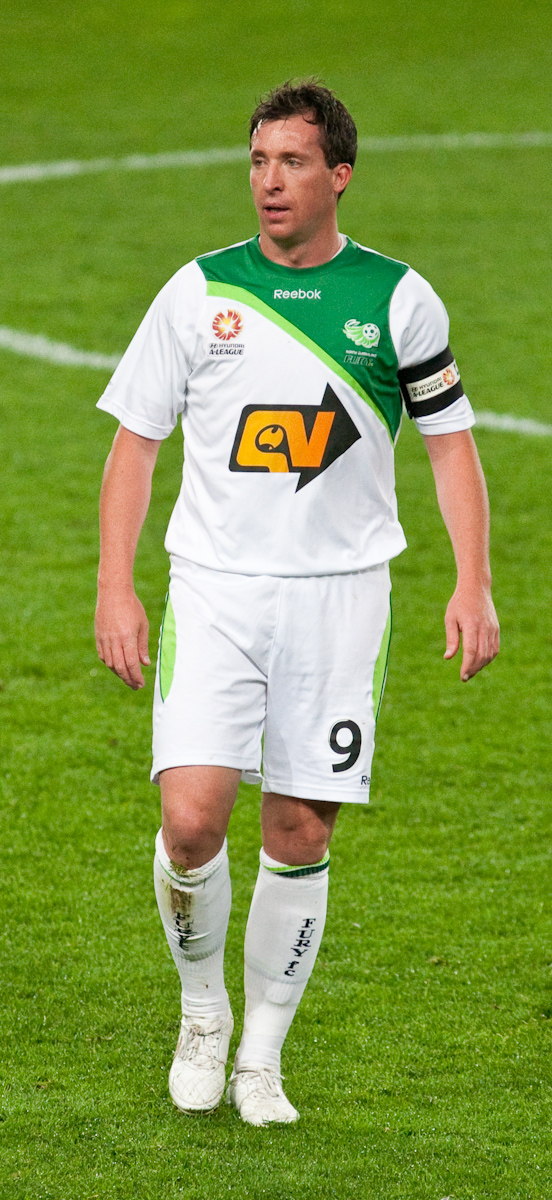
Фаулер у складі «Норт Квінсленд Фурі»

4 лютого 2009 року Фаулер підписав контракт з «Норт Квінсленд Фурі», переїхавши до Австралії разом з сім'єю .
За новий клуб Фаулер дебютував у липні 2009 року в програному матчі проти «Вулвергемптон Вондерерз» . На сезон 2009-10 Фаулера назначено капітаном команди. Перший гол Роббі забив у ворота «Сіднея» з пенальті 8 серпня.
23 січня 2010 року Фаулер відмовився грати проти «Брисбен Роар» після того, як він зіткнувся з лавкою запасних . 15 червня Фаулер підтвердив, що він подав позов до суду через закінчення контракту з клубом. Він судився з клубом та Футбольною федерацією Австралії, яка взяла на себе управління клубом .

### «Перт Глорі»
27 квітня 2010 року Фаулер вирішив підписати контракт з «Перт Глорі» , відмовившись від клубів Близького Сходу та австралійського «Сіднею» У середині червня Роббі приєднався до команди. 29 серпня Фаулер забив свій перший гол за «Перт» у ворота «Мельбурн Харт». Через матч Фаулер забив хет-трик у ворота «Мельбурн Вікторі».

### «Муангтонг Юнайтед»
7 липня 2011 року Фаулер підписав контракт з тайським клубом «Муангтонг Юнайтед», приєднавшись до колишнього захисника «Фулхема» Зеша Ремана.
16 жовтня 2011 року Фаулер у матчі проти «Чианграй Юнайтед» відзначився першим м'ячем у чемпіонаті Таїланду. 21 грудня 2011 року Роббі в поєднику з «ТТМ Лопбурі» забив свій 250-й гол у клубній кар'єрі. 28 лютого 2012 року Фаулер повідомив, що він покидає клуб після того, як з команди пішов тренер Славиша Йоканович .

### «Блекпул»
У березні 2012 року Роббі тренувався у «Блекпулі». Тренер команди Іан Голловей повідомив, що з футболістом може бути підписаний контракт до кінця сезону. Але футболіст контракт так і не підписав, оскільки керівництво запропонувало нападнику заробітну плату в 100 фунтів на тиждень та премію 5 000 за кожен зіграний матч.

## Тренерська кар'єра

### «Мілтон Кінз Донс»
Після повернення до Англії Фаулер перебував у тренерському штабі команди першої ліги «Мілтон Кінз Донс». 7 квітня «Бері» підтвердив, що Фаулер буде тиждень працювати асистентом головного тренера . У тому ж місяці Фаулер короткий термін тренував нападників «Ліверпуля».

## Неігрова кар'єра
Разом з давнім другом Стівом Макманаманом Фаулер інвестував гроші у кінний спорт. У 2005 році Фаулер увійшов до списку тисячі найбагатших людей Англії «Sunday Times Rich List».
2 вересня 2005 року Фаулер випустив книгу «Фаулер: моя автобіографія» (англ. Fowler: My Autobiography) про свою кар'єру футболіста. Після повернення до «Ліверпулю» Роббі поновив книгу, додавши ще один розділ.

## Особисте життя
Дружину Фаулера звати Керрі, вони одружились 9 червня 2001 року в місті Дунс у Шотландії. У них є три доньки: Медісон, Джая та Маккензі та син Джейкоб.

## Статистика
| Чемпіонат         | Чемпіонат           | Чемпіонат         | Ліга | Ліга | Кубок        | Кубок        | Кубок ліги            | Кубок ліги            | Континет. змаг. | Континет. змаг. | Всього | Всього |
| Сезон             | Клуб                | Ліга              | Ігри | Голи | Ігри         | Голи         | Ігри                  | Голи                  | Ігри            | Голи            | Ігри   | Голи   |
| Англія            | Англія              | Англія            | Ліга | Ліга | Кубок Англії | Кубок Англії | Кубок Футбольної Ліги | Кубок Футбольної Ліги | Європа          | Європа          | Всього | Всього |
| ----------------- | ------------------- | ----------------- | ---- | ---- | ------------ | ------------ | --------------------- | --------------------- | --------------- | --------------- | ------ | ------ |
| 1993–94           | Ліверпуль           | Прем'єр-ліга      | 28   | 12   | 1            | 0            | 5                     | 6                     | 0               | 0               | 34     | 18     |
| 1994–95           | Ліверпуль           | Прем'єр-ліга      | 42   | 25   | 7            | 2            | 8                     | 4                     | 0               | 0               | 57     | 31     |
| 1995–96           | Ліверпуль           | Прем'єр-ліга      | 38   | 28   | 7            | 6            | 4                     | 2                     | 4               | 0               | 53     | 36     |
| 1996–97           | Ліверпуль           | Прем'єр-ліга      | 32   | 18   | 1            | 1            | 4                     | 5                     | 7               | 7               | 44     | 31     |
| 1997–98           | Ліверпуль           | Прем'єр-ліга      | 20   | 9    | 1            | 0            | 4                     | 3                     | 3               | 1               | 28     | 13     |
| 1998–99           | Ліверпуль           | Прем'єр-ліга      | 25   | 14   | 2            | 1            | 2                     | 1                     | 6               | 2               | 35     | 18     |
| 1999–2000         | Ліверпуль           | Прем'єр-ліга      | 14   | 3    | 0            | 0            | 0                     | 0                     | 0               | 0               | 14     | 3      |
| 2000–01           | Ліверпуль           | Прем'єр-ліга      | 27   | 8    | 5            | 2            | 5                     | 6                     | 11              | 1               | 48     | 17     |
| 2001–02           | Ліверпуль           | Прем'єр-ліга      | 10   | 3    | 0            | 0            | 0                     | 0                     | 7               | 1               | 17     | 4      |
| 2001–02           | Лідс Юнайтед        | Прем'єр-ліга      | 22   | 12   | 1            | 0            | 0                     | 0                     | 0               | 0               | 23     | 12     |
| 2002–03           | Лідс Юнайтед        | Прем'єр-ліга      | 8    | 2    | 1            | 0            | 0                     | 0                     | 1               | 0               | 10     | 2      |
| 2002–03           | Манчестер Сіті      | Прем'єр-ліга      | 13   | 2    | 0            | 0            | 0                     | 0                     | 0               | 0               | 13     | 2      |
| 2003–04           | Манчестер Сіті      | Прем'єр-ліга      | 31   | 7    | 4            | 1            | 2                     | 1                     | 4               | 1               | 41     | 10     |
| 2004–05           | Манчестер Сіті      | Прем'єр-ліга      | 31   | 10   | 0            | 0            | 1                     | 1                     | 0               | 0               | 32     | 11     |
| 2005–06           | Манчестер Сіті      | Прем'єр-ліга      | 4    | 1    | 1            | 3            | 0                     | 0                     | 0               | 0               | 5      | 4      |
| 2005–06           | Ліверпуль           | Прем'єр-ліга      | 14   | 5    | 0            | 0            | 0                     | 0                     | 2               | 0               | 16     | 5      |
| 2006–07           | Ліверпуль           | Прем'єр-ліга      | 16   | 3    | 0            | 0            | 3                     | 2                     | 4               | 2               | 23     | 7      |
| 2007–08           | Кардіфф Сіті        | Чемпіоншип        | 13   | 4    | 0            | 0            | 3                     | 2                     | 0               | 0               | 16     | 6      |
| 2008–09           | Блекберн Роверз     | Прем'єр-ліга      | 3    | 0    | 0            | 0            | 3                     | 0                     | 0               | 0               | 6      | 0      |
| Всього            | Англія              | Англія            | 391  | 166  | 31           | 16           | 44                    | 33                    | 49              | 15              | 515    | 230    |
| Австралія         | Австралія           | Австралія         | Ліга | Ліга | Кубок        | Кубок        | Кубок Ліги            | Кубок Ліги            | Азія            | Азія            | Всього | Всього |
| 2009–10           | Норт Квінсленд Фурі | А-Ліга            | 26   | 9    | 0            | 0            | 0                     | 0                     | 0               | 0               | 26     | 9      |
| 2010–11           | Перт Глорі          | А-Ліга            | 28   | 9    | 0            | 0            | 0                     | 0                     | 0               | 0               | 28     | 9      |
| Всього            | Австралія           | Австралія         | 54   | 18   | 0            | 0            | 0                     | 0                     | 0               | 0               | 54     | 18     |
| Таїланд           | Таїланд             | Таїланд           | Ліга | Ліга | Кубок        | Кубок        | Кубок Ліги            | Кубок Ліги            | Азія            | Азія            | Всього | Всього |
| 2011              | Муангтонг Юнайтед   | Прем'єр-ліга      | 13   | 2    | 4            | 2            | 1                     | 0                     | 2               | 0               | 20     | 4      |
| Всього            | Таїланд             | Таїланд           | 13   | 2    | 4            | 2            | 1                     | 0                     | 2               | 0               | 20     | 4      |
| Всього за кар'єру | Всього за кар'єру   | Всього за кар'єру | 458  | 186  | 35           | 18           | 45                    | 33                    | 47              | 15              | 589    | 252    |

### Ігри і голи за збірну
| Дата       | Місто             | Господарі  | Результат             | Гості      | Турнір                | Голи | Примітки |
| ---------- | ----------------- | ---------- | --------------------- | ---------- | --------------------- | ---- | -------- |
| 27-3-1996  | Лондон            | Англія     | 1 – 0                 | Болгарія   | товариський матч      | -    |          |
| 24-4-1996  | Лондон            | Англія     | 0 – 0                 | Хорватія   | товариський матч      | -    |          |
| 23-5-1996  | Пекін             | КНР        | 0 – 3                 | Англія     | товариський матч      | -    |          |
| 18-6-1996  | Лондон            | Нідерланди | 1 – 4                 | Англія     | ЧЄ 1996 - 1-й етап    | -    |          |
| 22-6-1996  | Лондон            | Англія     | 0 – 0 д.ч. (4-2 п.п.) | Іспанія    | ЧЄ 1996 - чвертьфінал | -    |          |
| 29-3-1997  | Лондон            | Англія     | 2 – 0                 | Мексика    | товариський матч      | 1    |          |
| 15-11-1997 | Лондон            | Англія     | 2 – 0                 | Камерун    | товариський матч      | 1    |          |
| 18-11-1998 | Лондон            | Англія     | 2 – 0                 | Чехія      | товариський матч      | -    |          |
| 9-6-1999   | Софія (місто)     | Болгарія   | 1 – 1                 | Англія     | товариський матч      | -    |          |
| 4-9-1999   | Лондон            | Англія     | 6 – 0                 | Люксембург | Відбір до ЧЄ 2000     | -    |          |
| 8-9-1999   | Варшава           | Польща     | 0 – 0                 | Англія     | товариський матч      | -    |          |
| 27-5-2000  | Лондон            | Англія     | 2 – 0                 | Бразилія   | товариський матч      | -    |          |
| 31-5-2000  | Лондон            | Англія     | 2 – 0                 | Україна    | товариський матч      | 1    |          |
| 3-6-2000   | Та-Калі           | Мальта     | 1 – 2                 | Англія     | товариський матч      | -    |          |
| 15-11-2000 | Турин             | Італія     | 1 – 0                 | Англія     | товариський матч      | -    |          |
| 24-3-2001  | Ліверпуль         | Англія     | 2 – 1                 | Фінляндія  | Відбір до ЧС 2002     | -    |          |
| 25-5-2001  | Дербі             | Англія     | 4 – 0                 | Мексика    | товариський матч      | 1    |          |
| 6-6-2001   | Афіни             | Греція     | 0 – 2                 | Англія     | Відбір до ЧС 2002     | -    |          |
| 15-8-2001  | Лондон            | Англія     | 0 – 2                 | Нідерланди | товариський матч      | -    |          |
| 5-9-2001   | Ньюкасл-апон-Тайн | Англія     | 2 – 0                 | Албанія    | Відбір до ЧС 2002     | 1    |          |
| 6-10-2001  | Манчестер         | Англія     | 2 – 2                 | Греція     | Відбір до ЧС 2002     | -    |          |
| 10-11-2001 | Манчестер         | Англія     | 1 – 1                 | Швеція     | товариський матч      | -    |          |
| 27-3-2002  | Лідс              | Англія     | 1 – 2                 | Італія     | товариський матч      | 1    |          |
| 17-4-2002  | Ліверпуль         | Англія     | 4 – 0                 | Парагвай   | товариський матч      | -    |          |
| 26-5-2002  | Кобе              | Англія     | 2 – 2                 | Камерун    | товариський матч      | 1    |          |
| 15-6-2002  | Ніїґата           | Данія      | 0 – 3                 | Англія     | ЧС 2002 - 1/8 фіналу  | -    |          |
| Усього     |                   | Матчів     | 26                    |            | Голів                 | 7    |          |

## Досягнення

### «Ліверпуль»
Володар
- Кубок Футбольної ліги: 1995, 2001
- Кубок Англії: 2001, 2006
- Кубок УЄФА: 2001
- Суперкубок УЄФА: 2001

Фіналіст
- Кубок Англії: 1996
- Ліга чемпіонів УЄФА: 2007

### Англія
- Чемпіонат Європи з футболу (U-18) (1): 1993

### Особисті
- Молодий гравець року за версією ПФА (2): 1995, 1996
- Рейтинг Fair Play УЄФА (1): 1997
- Гравець Прем'єр-ліги місяця (2): грудень 1995, січень 1996
- Команда року за версією ПФА (1): 1996
- Норт Квінсленд Фурі Гравець року (1): 2010
- Норт Квінсленд Фурі Золота Бутса (1): 2010